# آلبا ایولیا
شهر آلبا ایولیا (به رومانیایی: Alba Iulia) در شهرستان آلبا در کشور رومانی واقع شده‌است. جمعیت این شهر ۶۶٬۳۶۹ نفر است.

## نگارخانه

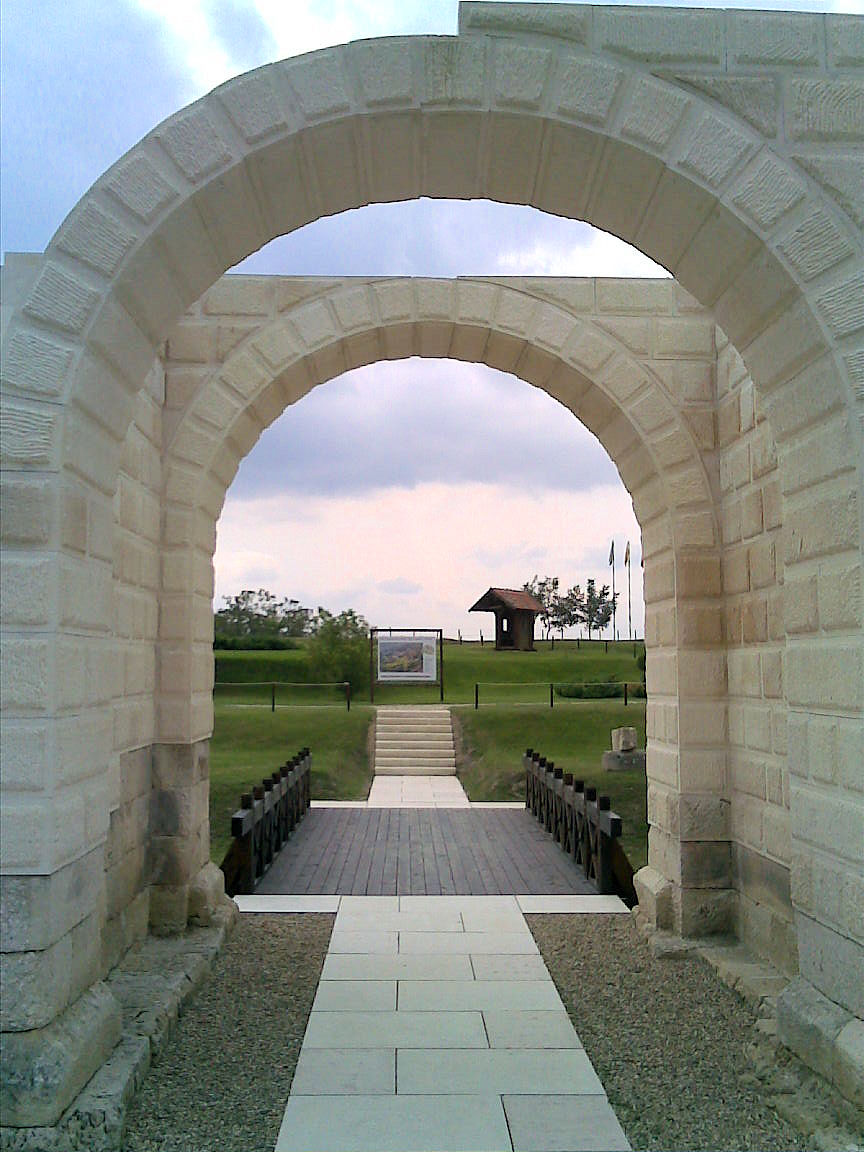
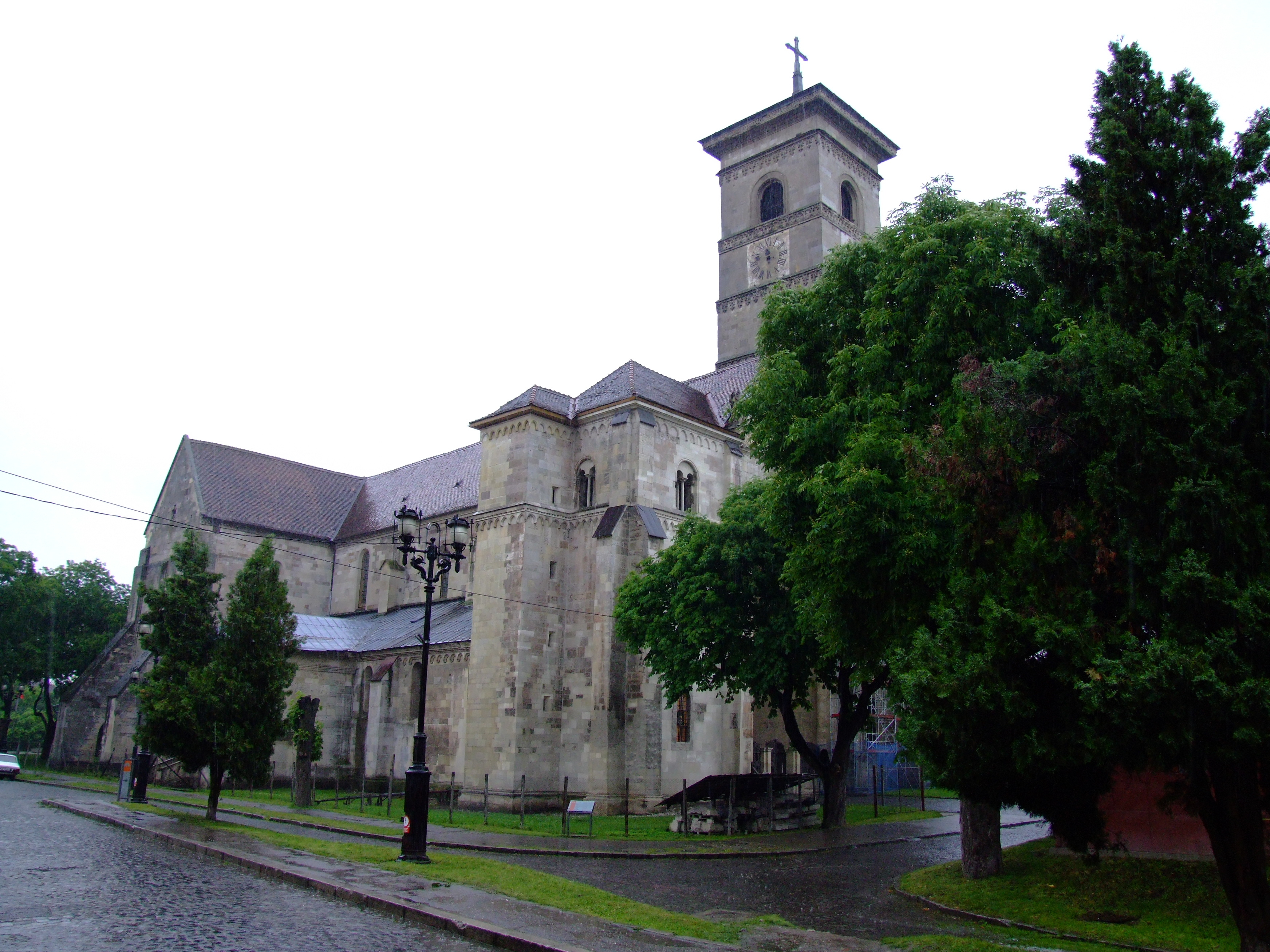
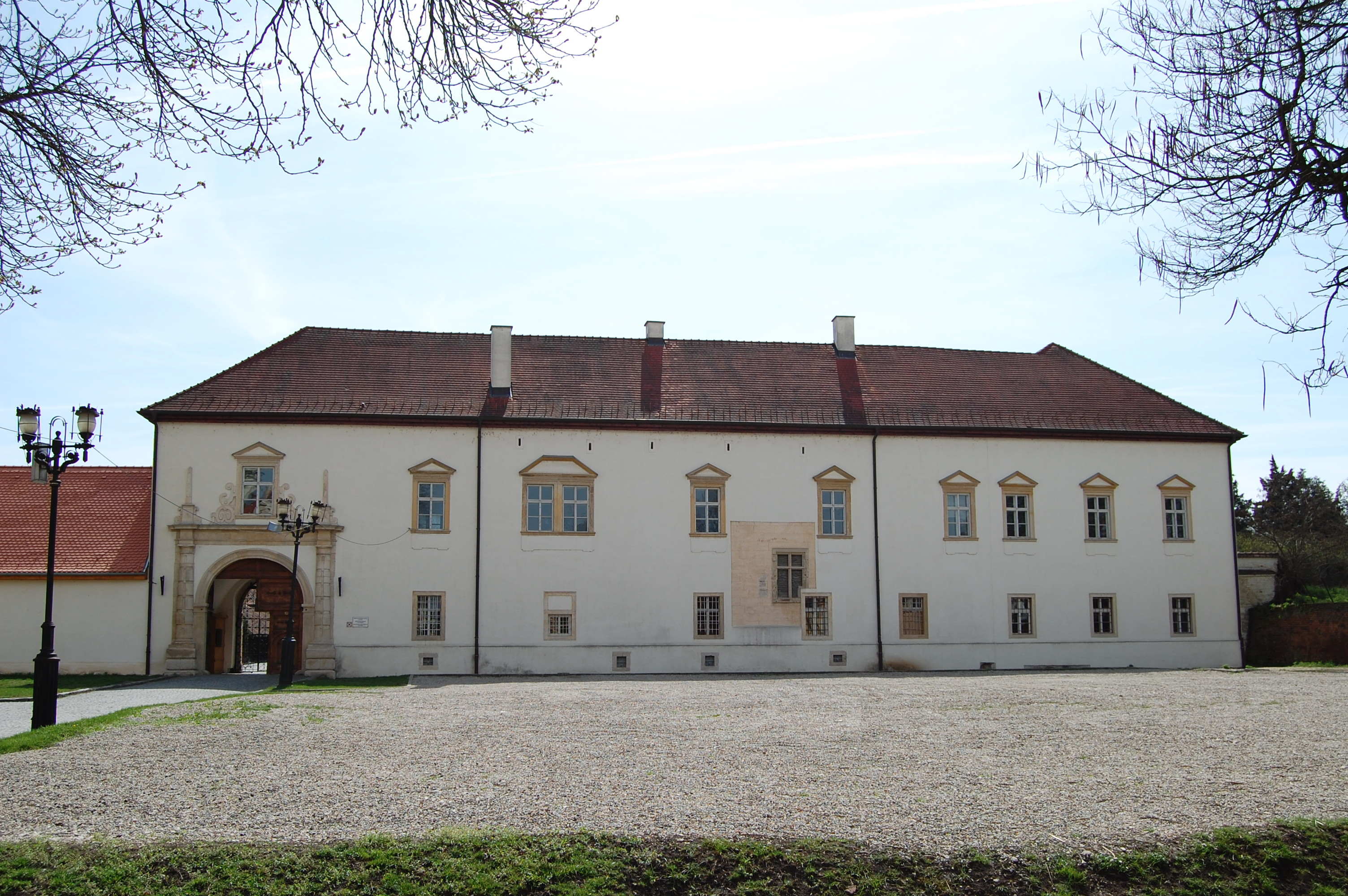
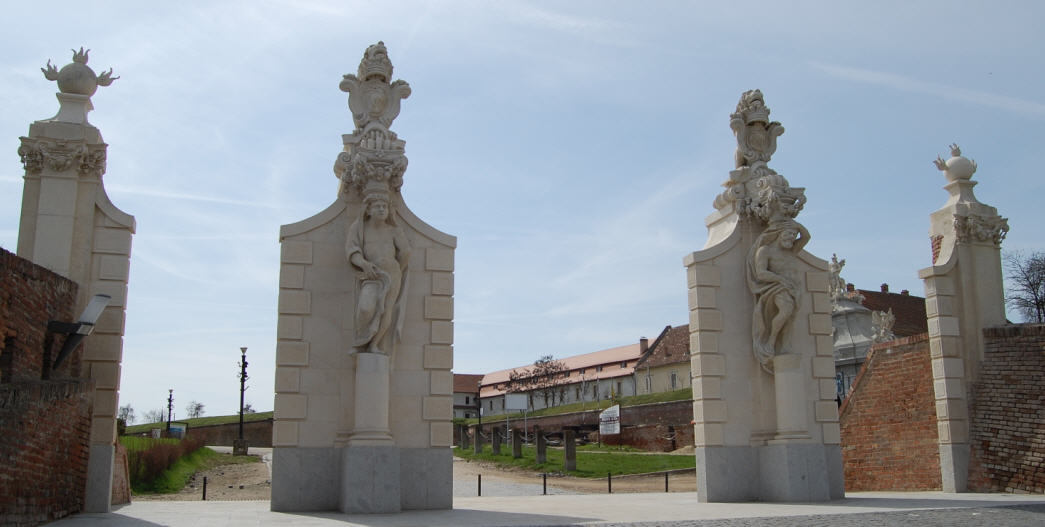
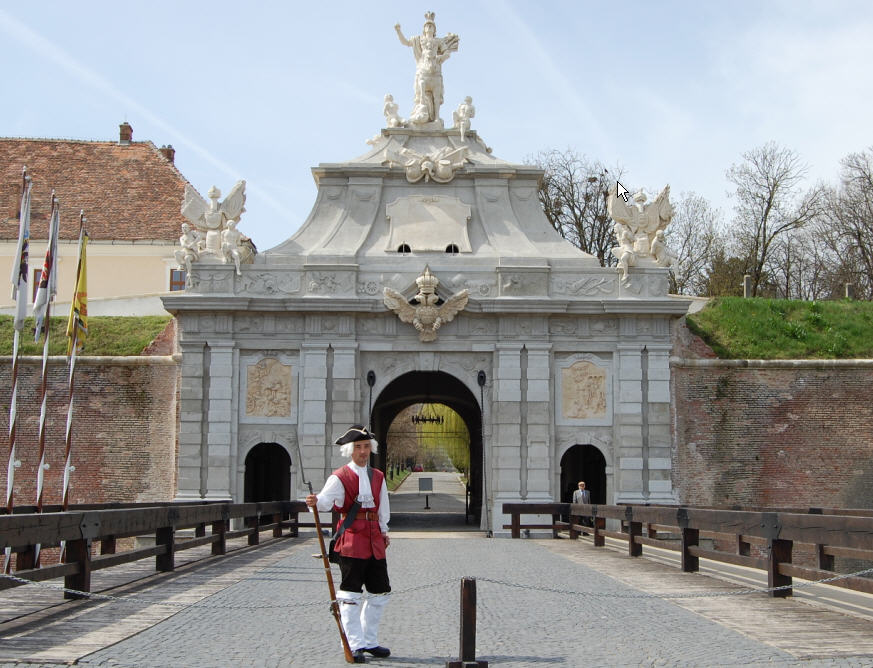
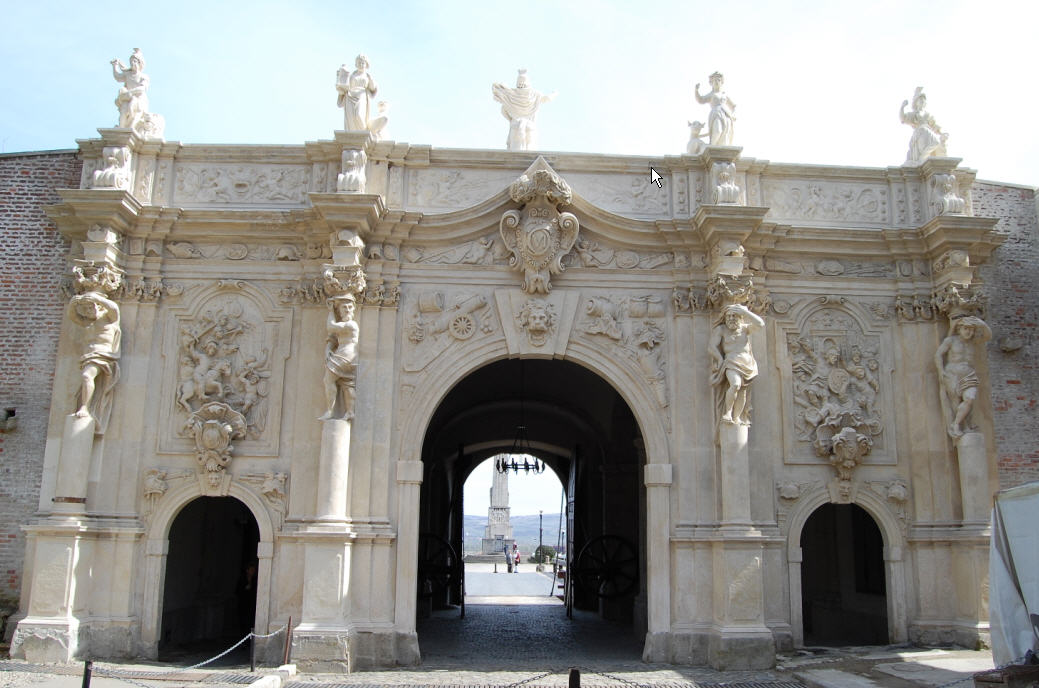
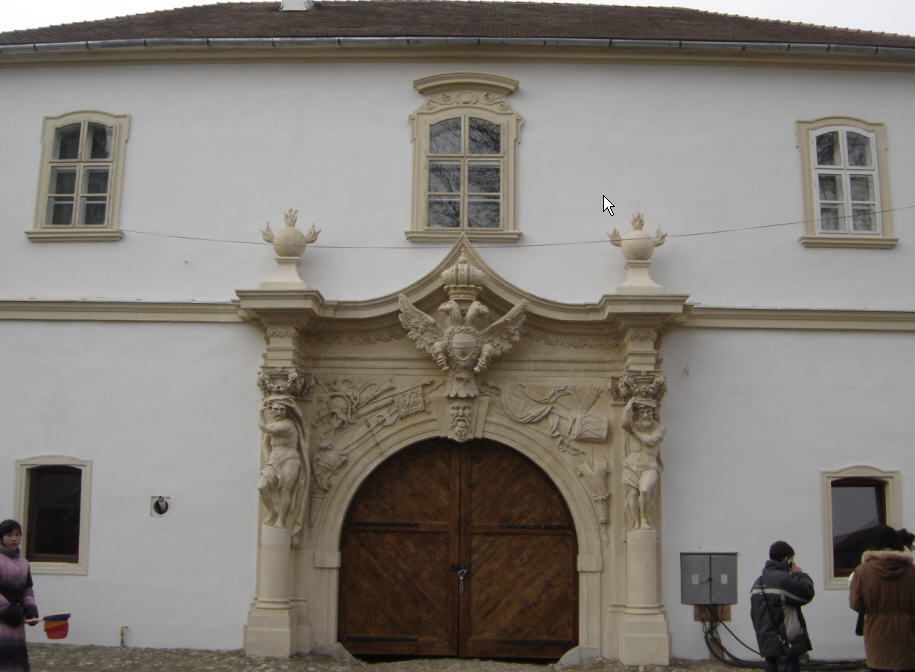
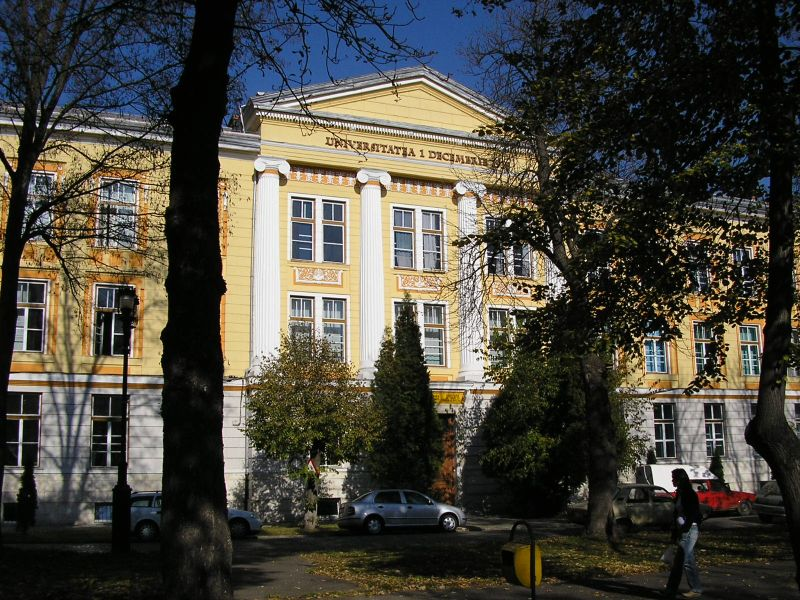
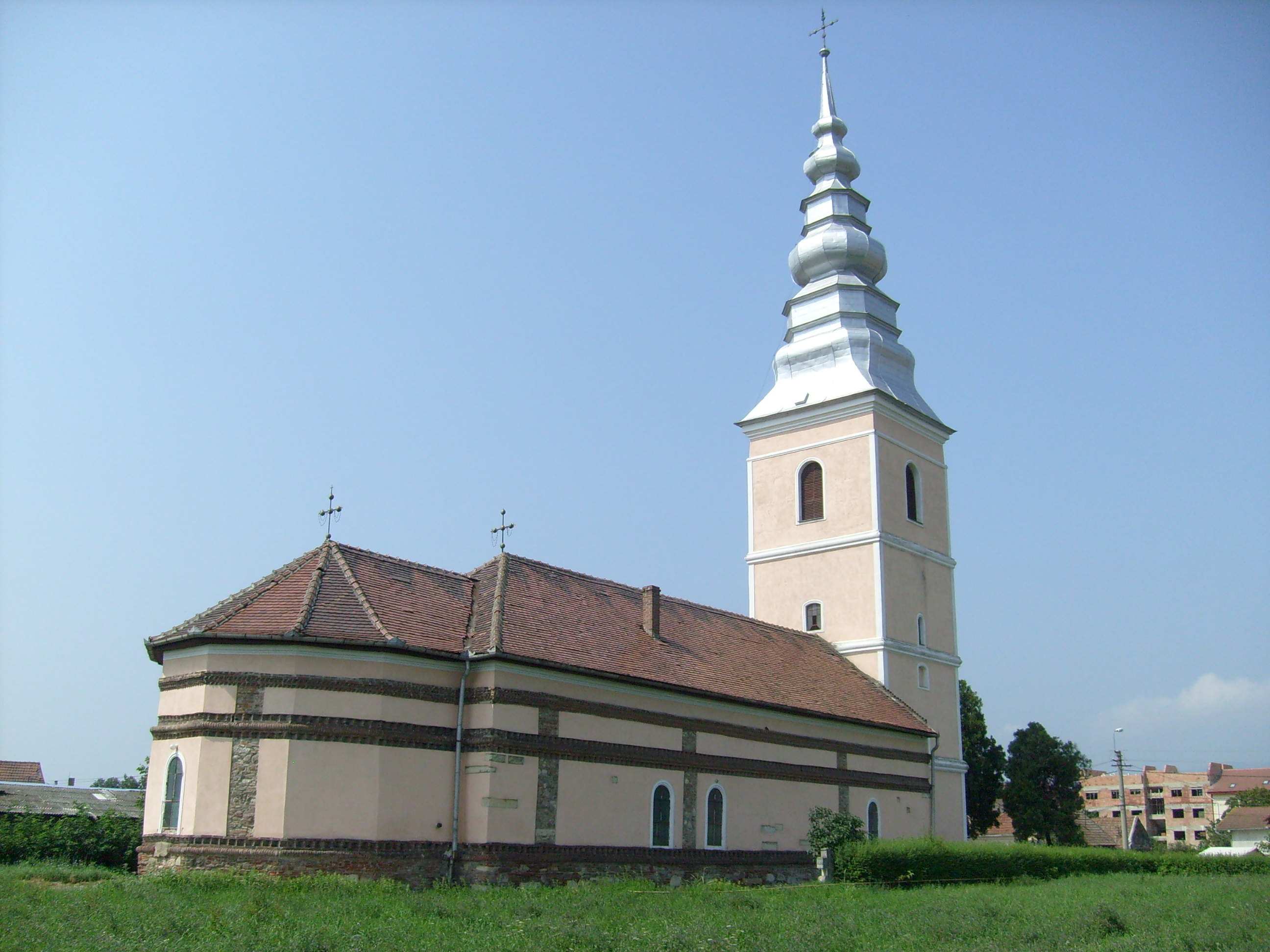